# Pterostylis alpina
Pterostylis alpina är en orkidéart som beskrevs av Richard Sanders Rogers. Pterostylis alpina ingår i släktet Pterostylis och familjen orkidéer. Inga underarter finns listade i Catalogue of Life.